# 圆锥茎阿魏
圆锥茎阿魏（学名：Ferula conocaula）是伞形科阿魏属的植物。分布在俄罗斯以及中国大陆的新疆等地，生长于海拔2,800米的地区，一般生长在山坡洪积扇地或冲沟边，目前尚未由人工引种栽培。